# بن مادجين
بن مادجين (بالإنجليزية: Ben Madgen)‏ مواليد 7 فبراير 1985، هو لاعب كرة سلة أسترالي بدأ مسيرته الاحترافية في سنة 2005 يلعب في الدوري الأسترالي لكرة السلة ويحمل الرقم 1. يبلغ طوله 6 قدم 4 بوصة (1.9 م).

## روابط خارجية
- بن مادجين على موقع الدوري الأوروبي لكرة السلة (الإنجليزية)
- بن مادجين على موقع كرة السلة الأوروبية.كوم (الإنجليزية)
- بن مادجين على موقع ريلجم (الإنجليزية)
- بن مادجين على موقع بروبوليرز (الإنجليزية)
- بن مادجين على موقع سبورتس رفرنس (الإنجليزية)